# 히나모리 아무
히나모리 아무(일본어: 日奈森 亜夢)/채아무는 일본의 만화·애니메이션 《캐릭캐릭 체인지》에 등장하는 소녀 캐릭터로, 애니메이션에서 목소리를 연기한 성우는 일본판은 이토 카나에, 한국판은 이용신이다.

## 소개
본작의 주인공으로 세이요학원 초등부 6학년인 12살 소녀이다. 생일은 9월 24일이며, 평소 머리모양은 묶은 샤기컷 머리에 X자 머리핀이다.작중 최고로 예쁘게 생긴 미소녀로 나온다.

## 작중 활동
가디언의 조커 멤버로 활약하며 캐릭터 변신을 할 때에는 각 수호 캐릭터(란, 미키, 스우, 다이아)에 맞추어서 머리모양이 각각 바뀐다. 토마의 여자친구이다. 세라의 친구이다.

## 변신
애뮬릿 하트
란과의 캐릭터 변신. 핑크색을 기조로한 배꼽이 보이는 룩과 치어리더형 의상을 착용하고 선캡을 쓴다. 머리모양은 사이드 테일헤어가 되고 그 선캡에는 큰 빨간 하트 장식이 붙어있다.
- 오픈하트

애뮬릿 하트, 애뮬릿 스페이드, 애뮬릿 클로버, 애뮬릿 다이아, 애뮬릿 포츈의 공동기술.
- 스파이럴 하트

무기인 하트로드를 던지는 공격.
- 스파이럴 하트 스페셜

스파이럴 하트의 스페셜판.
- 플래티나 하트

타다세/루이와의 합동공격.
- 하트 스피더

스니커가 롤러브레이드로 변신.
애뮬릿 스페이드
미키와의 캐릭터 변신. 청색을 기조로한 복장을 착용하고 큰 빵모자를 쓴다. 이때 머리모양은 숏컷이 되고 그 빵모자에 크고 푸른 스페이드 모양 장식이 붙어있다.
- 컬러풀 캔버스

거대한 그림 붓에 일곱색의 그림 물감같은 것을 바르기.
- 프리즘 뮤직

그 푸른색의 높은 음자리표 지휘봉에서 그 무지개빛이 나와 상대방을 공격.
- 컬러풀 캔버스 스페셜

컬러풀 캔버스의 스페셜판.
애뮬릿 클로버
스우와의 캐릭터 변신. 녹색을 기조로한 벌룬스커트의 메이드 옷을 착용하고 카츄사(헤드 드레스, 화이트 브림)을 쓴다. 이때 머리모양은 트윈 테일이 되고 그 카츄사에 큰 초록색 클로버 장식이 붙어있다.
- 리메이크 허니

거품기의 끝에서 나오는 꿀과 같은 것.
- 리메이크 허니 스페셜

리메이크 허니의 스페셜판.
- 허니 버블즈

거품 방울/비눗방울로 적의 공격을 막는 기술.
애뮬릿 다이아
다이아와의 캐릭터 변신. 연하고 엷은 노란색(짧은 원피스에 같은 색상을 한 사이하이부츠)를 신는다. 그 인컴 마이크를 쓰고 이때 머리모양은 트윈 테일이 되고 그 카츄샤에 다이아 장식이 좌우로 두개씩 붙어있다.
- 스타라이트 네비게이션

빛의 궤도와 별모양의 에너지가 대상을 감싸기.
- 팅클 실드

하얀 실드와 함께 별모양 빛이 생기는 방어.
- 슈팅 스타 샤워

스타라이트 네비게이션과 비슷한 공격.
- 더블 오픈하트

퓨어 필링이랑 함께하는 공동기술.
애뮬릿 포츈
란, 미키, 수우, 다이아와의 캐릭터 변신. 그 웨딩드레스와 비슷한 복장으로 머리 장식은 빨강, 파랑, 초록, 노랑의 네잎 클로버가 왼쪽에 붙어있다.
- 오픈하트 풀볼륨

오픈하트의 파워업.
애뮬릿 엔젤
에루와의 캐릭터 변신. 하얀색과 핑크색을 기조로한 등에 날개가 붙은 핑크리본이 달려져있는 드레스를 입고 머리에 작은 날개 악세사리가 달려있다.
- 엔젤 윙크

상대방에게 윙크를 하며 핑크색 하트를 날리는 기술.
- 사랑의 리페어빔

오픈 하트를 쓰는 방법과 닮았다.
애뮬릿 데빌
이루와의 유일한 캐릭터 변신. 배꼽이 보이는 룩으로 가슴의 부분이 붉은 박쥐의 형태가 되어서 같은 박쥐를 모티브로 한 붉은 핫 팬츠를 입는다. 악마의 머리부분을 닮은 검은 모자를 쓰고 붉고 흰 보더의 사이하이삭스를 착용. 악마의 꼬리가 붙고 부츠에 작은 악마의 날개가 좌우 발에 두 개씩 붙는다.
- 데빌스 튠

일렉트로닉 기타로 공격한다.